# Algernon Blackwood

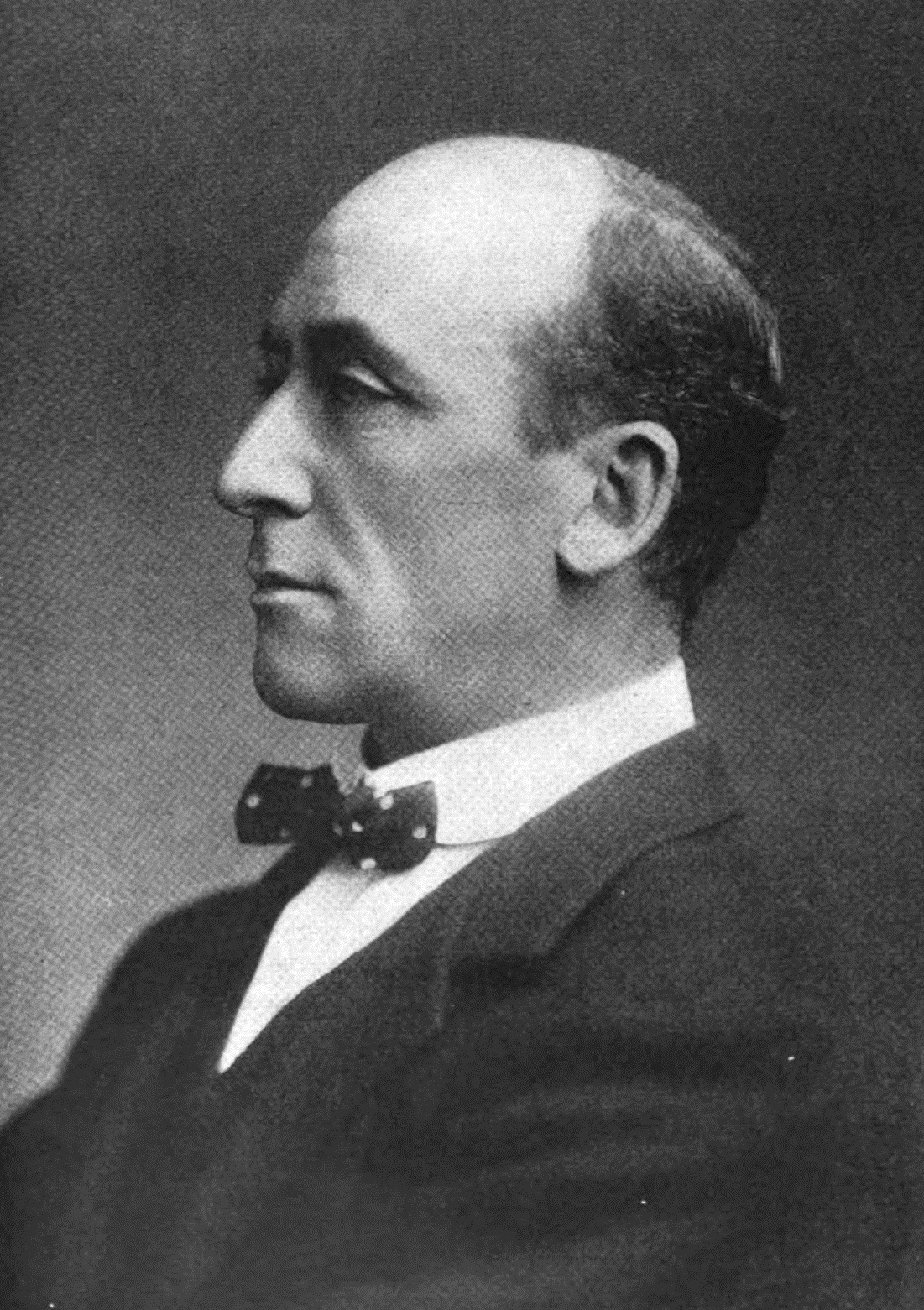
Algernon Blackwood

Algernon Henry Blackwood (Shooter's Hill, 14 marzo 1869 – 10 dicembre 1951) è stato uno scrittore britannico di romanzi dell'orrore; è considerato uno dei fondatori del genere narrativo dei "detective dell'occulto", con il suo personaggio John Silence.

## Biografia
Nacque nel 1869 a Shooter's Hill, vicino a Londra, figlio di un amministratore dell'ufficio postale. Studiò al Wellington College e intraprese diverse carriere tra cui quella di agricoltore in Canada, di direttore di un albergo e di giornalista per vari periodici di New York.
Quand'era circa trentenne, tornò in Inghilterra e iniziò a scrivere storie di genere orrifico. Scrisse una decina di libri con oltre 200 racconti durante la sua carriera, quattordici romanzi oltre al volume autobiografico Episodes Before Thirty (1923); scrisse anche diversi libri per bambini e diverse opere teatrali, la maggior parte delle quali sono state prodotte ma non pubblicate; il successo gli arrise presto, sia di pubblico che di critica, comparendo anche sia alla radio che alla televisione per raccontare le proprie opere. Ideò un personaggio protagonista di diversi racconti, John Silence, esordito nel racconto John Silence, Physician Extraordinary del 1908; era una sorta di investigatore come Sherlock Holmes dotato di poteri come un medium. L'autobiografia Episodes Before Thirty (1923) racconta i suoi anni come giornalista a New York. Alla fine degli anni quaranta ebbe un programma televisivo alla BBC in cui leggeva storie di fantasmi.

## Critica
Jack Sullivan nel suo libro di critica Elegant Nightmares: The English Ghost Story From Le Fanu to Blackwood (1978) dedica numerose pagine allo stile di Blackwood, come anche S.T. Joshi in The Weird Tale (1990), mentre Mike Ashley ha scritto una biografia dell'autore.

## Opere (parziale)

### Romanzi
- L'uomo che amava gli alberi (The man whom the trees loved - 1912), traduzione di Alda Teodorani, Roma, CatBooks, 2022 ISBN 979-8784848345; Alberi, traduzione di Claudio De Nardi, in Millemondi Estate 1993: Un romanzo breve e 11 racconti. Storia di una donna che non riesce a salvare il marito dalla foresta che egli tanto ama.

- I dannati (The Damned), traduzione di Grazia Alineri, ne La voce del vento, Le Grandi Antologie dell'Horror 2, Armenia Editore, 1990. Storia di una casa stregata a causa delle credenze religiose intolleranti dei suoi precedenti abitanti.

- La nemesi di fuoco o La vendetta del fuoco (The Nemesis of Fire), ne Il medico miracoloso (John Silence), Romanzi Occulti 9, Fratelli Bocca Editori, 1946, ne John Silence investigatore dell'occulto - Fanucci 1977 (contiene i 5 casi: Un'invasione psichica, Antiche stregonerie, La nemesi del fuoco, Culto segreto, Il campo del cane).
- Culto segreto (Secret Worship), ne Il medico miracoloso (John Silence), Romanzi Occulti 9, Fratelli Bocca Editori, 1946; ne John Silence investigatore dell'occulto - Fanucci 1977 (contiene i 5 casi: Un'invasione psichica, Antiche stregonerie, La nemesi del fuoco, Culto segreto, Il campo del cane).
- Il campo del cane (The Camp of the Dog), in John Silence, Investigatore dell'occulto, Futuro. Biblioteca di Fantascienza 27, Fanucci, 1977; ne John Silence investigatore dell'occulto - Fanucci 1977 (contiene i 5 casi: Un'invasione psichica, Antiche stregonerie, La nemesi del fuoco, Culto segreto, Il campo del cane).
- La valle perduta (The lost valley - 1910) - Dragon Press 2020 (novella)

### Racconti
- L'Accordo Umano  (The Human Chord) - Traduzione di Claudio Foti, Roma, Weird Publishing, 2022 ISBN 979-8358318625. Terzo romanzo assoluto, probabilmente il romanzo più esoterico e occulto di  Blackwood in cui sono presenti numerosi riferimenti alla sapienza dallo scrittore assunta nella Golden Dawn. Il Protagonista è l'ex Reverendo Skale che conduce l'ingenuo Spinrobin presso la sua magione isolata tra le colline per un lavoro 'fuori dall'ordinario'. Un lavoro fonetico-magico nello svolgimento del quale  Spinrobin farà la conoscenza delle antiche 'parole di potere' della lingua ebraica e di altri due curiosi abitanti della magione che, è previsto compongano,  insieme a lui, il tanto ricercato "Accordo Umano" atto a evocare potenze ed entità superne.
- I salici (The Willows) - Traduzione di Francesca Cavallucci, Milano, ABEditore, 2019 ISBN 9788865513262. Opera tra le più note, influenzata profondamente dai viaggi di Blackwood sul Danubio, narra la storia di due campeggiatori che scelgono il luogo sbagliato per trascorrere la notte; ne Colui che ascoltava nel buio e altre storie - Fanucci 1978 (con Il caso Hensig, Colui che ascoltava nel buio, La vigilia del primo Maggio, La follia di Jones, Una vittima dello Spazio Superiore).
- Wendigo (The Wendigo), edizione con testo originale a fronte, traduzione e note di Matteo Zapparelli Olivetti, Verona, Adiaphora Edizioni, 2018 ISBN 9788899593179. Ambientata in Canada, è la storia di un gruppo di caccia in che si imbatte nella leggendaria creatura;  Il Wendigo e altri racconti fantastici - Edizioni Theoria 1992 (con Il sacco di tela, Lo strano caso di una fattoria texana, Il santone, Pistola contro fantasma, Aperitivo letterario giapponese, Il curato e l'agente di cambio, Tentativo di furto, Una casa vuota, L'ascoltatore, I salici, Lupo che corre, Il travaso).
- L'inno a Ra e la Spirale d'Egitto (A Descent Into Egypt - 1914) - Traduzione e introduzione al testo a cura di Simone Gallo Cassarino; Ester Edizioni, 2017 ISBN 9788899668143; racconto di due archeologi la cui anima è lentamente assorbita dall'eternità; Discesa in Egitto - Edizioni Hypnos 2017; La calata in Egitto in "La chiaroveggenza" e altre storie - Gall Publishing 2019 (con La follia di Jones, Il sentiero funesto, Il terrore dei gemelli, Il transfert, La chiaroveggenza).
- The Regeneration of Lord Ernie, la vicenda di un giovane aristocratico trasformato da una cerimonia mistica;
- Antichi sortilegi (Ancient Sorceries), che vede un turista che visita un paese della Francia e ne rimane troppo affascinato per riuscire a staccarsene; Antiche magie - Edizioni Theoria 1986 (2ª edizione 1990)
- La Pazzia di Jones - Uno Studio sulla Reincarnazione e altri racconti (The Insanity of Jones) - Traduzione di Simone Gallo Cassarino; Ester Edizioni, 2019 ISBN 978-8899668341; una storia di reincarnazione; La pazzia di Jones. Uno studio sulla reincarnazione e altri racconti - Edizioni Ester 2019 (con Il sentiero funesto, Il terrore dei gemelli, Il transfert, La chiaroveggenza)
- The Man Who Found Out, la vicenda di una spedizione alla ricerca di un mitico artefatto;
- Smith: An Episode in a Lodging House, storia di un uomo che si addentra in segreti proibiti;
- The Glamour of the Snow, in cui un viandante incontra una donna misteriosa e passa il resto della sua vacanza a cercarla, vagando tra la neve;
- La casa vuota (The Empty House), traduzione di Gabriele Scalessa, in Roberto Colonna (a cura di), Il fantastico. Tradizioni a confronto, Salerno, Edizioni Arcoiris, 2014. Breve racconto che narra l'avventura di una notte in una casa infestata da misteriose presenze; ne John Silence e altri incubi - Utet 2010 (con Un'invasione paranormale, Antichi sabba, Culti segreti, Un licantropo in campeggio, La nemesi del fuoco, Una vittima dello Spazio Superiore, due casi di Jim Shorthouse, Uno strano origliare).

## Influenza culturale
Il romanzo Threshold (2001) di Caitlin R. Kiernan si basa su The Willows di Blackwood, citato più volte nel testo.